# سالواتوره روسو (بازیکن فوتبال)
سالواتوره روسو (انگلیسی: Salvatore Russo؛ زادهٔ ۱۲ ژوئیهٔ ۱۹۷۱) بازیکن فوتبال اهل ایتالیا است.
از باشگاه‌هایی که در آن بازی کرده‌است می‌توان به باشگاه فوتبال سالرنیتانا، باشگاه فوتبال ترنانا، باشگاه فوتبال ناپولی، و باشگاه فوتبال آنکونا اشاره کرد.